# Кей-Хосров-хан Черкес
Кей-Хосров-хан Черкес (перс. کیخسرو خان چرکس‎) —  иранский голлар черкесского происхождения, бейлербей Чухур-Саадского бейлербейства государства Сефевидов с 1648 по 1653 год во время правления шаха Аббаса II (1642—1666).